# Stade de Reims 1977-1978
Questa voce raccoglie le informazioni riguardanti lo Stade de Reims nelle competizioni ufficiali della stagione 1977-1978.

## Stagione
In campionato lo Stade Reims si trovò sin da subito coinvolto nella lotta per non retrocedere, ritrovandosi al penultimo posto dopo sei giornate; concluso il girone di andata nelle posizioni a ridosso della zona retrocessione, subito dopo il giro di boa la squadra ebbe una crisi di risultati che la fece nuovamente piombare al penultimo posto. In seguito a un avvicendamento in panchina, lo Stade Reims guadagnò gradualmente una maggiore continuità dei risultati che gli permise di uscire dalla zona pericolosa e di ottenere la permanenza in massima serie con un turno di anticipo.
In Coppa di Francia lo Stade Reims superò due turni contro altrettante squadre militanti in seconda divisione, per poi uscire agli ottavi di finale a causa di una doppia sconfitta contro il Bastia.

## Maglie e sponsor
Lo sponsor tecnico per la stagione 1977-1978 è Pony, mentre lo sponsor ufficiale è Jeanet's Chaussettes.
| Manica sinistra · Maglietta · Maglietta · Manica destra · Pantaloncini · Calzettoni |

## Rosa
| N. |                    | Ruolo | Calciatore               |
| -- | ------------------ | ----- | ------------------------ |
|    | Francia (bandiera) | P     | Christian Laudu          |
|    | Francia (bandiera) | P     | Hubert Velud             |
|    | Francia (bandiera) | D     | Thierry Beau             |
|    | Francia (bandiera) | D     | Patrice Buisset          |
|    | Francia (bandiera) | D     | Jean-Claude Dubouil      |
|    | Francia (bandiera) | D     | Régis Durand             |
|    | Francia (bandiera) | D     | Jacques Evrard           |
|    | Francia (bandiera) | D     | Anton Garceran           |
|    | Francia (bandiera) | D     | René Masclaux (capitano) |
|    | Francia (bandiera) | D     | Michel Mathou            |
|    | Francia (bandiera) | D     | Pascal Prince            |
|    | Francia (bandiera) | C     | André Betta              |
|    | Francia (bandiera) | C     | Philippe Callé           |
|    | Francia (bandiera) | C     | Dominique Cuperly        |

| N. |                      | Ruolo | Calciatore            |
| -- | -------------------- | ----- | --------------------- |
|    | Francia (bandiera)   | C     | Bernard Ducuing       |
|    | Francia (bandiera)   | C     | Didier Jaffres        |
|    | Francia (bandiera)   | C     | Alan Polaniok         |
|    | Francia (bandiera)   | C     | Francis Schaller      |
|    | Belgio (bandiera)    | C     | Erwin Vandendaele     |
|    | Francia (bandiera)   | C     | Jacky Vercruysse      |
|    | Francia (bandiera)   | A     | Jean-Pierre Bertolino |
|    | Francia (bandiera)   | A     | Yannick Bonnec        |
|    | Francia (bandiera)   | A     | Christian Coste       |
|    | Francia (bandiera)   | A     | Albert Emon           |
|    | Francia (bandiera)   | A     | Gerardo Giannetta     |
|    | Francia (bandiera)   | A     | Guy Mauffroy          |
|    | Argentina (bandiera) | A     | Santiago Santamaría   |

## Statistiche

### Andamento in campionato
| Giornata  | 1  | 2  | 3  | 4  | 5  | 6  | 7  | 8  | 9  | 10 | 11 | 12 | 13 | 14 | 15 | 16 | 17 | 18 | 19 | 20 | 21 | 22 | 23 | 24 | 25 | 26 | 27 | 28 | 29 | 30 | 31 | 32 | 33 | 34 | 35 | 36 | 37 | 38 |
| --------- | -- | -- | -- | -- | -- | -- | -- | -- | -- | -- | -- | -- | -- | -- | -- | -- | -- | -- | -- | -- | -- | -- | -- | -- | -- | -- | -- | -- | -- | -- | -- | -- | -- | -- | -- | -- | -- | -- |
| Luogo     | C  | T  | C  | T  | C  | T  | C  | C  | T  | C  | T  | C  | T  | C  | C  | T  | T  | C  | C  | T  | C  | T  | C  | T  | T  | T  | C  | T  | C  | T  | C  | T  | C  | T  | C  | T  | C  | T  |
| Risultato | N  | N  | N  | P  | P  | P  | V  | N  | P  | V  | V  | V  | P  | P  | V  | P  | P  | N  | N  | P  | P  | P  | V  | P  | P  | P  | N  | N  | V  | V  | N  | P  | N  | P  | V  | V  | V  | P  |
| Posizione | 12 | 12 | 10 | 15 | 18 | 19 | 18 | 16 | 18 | 15 | 14 | 12 | 13 | 16 | 16 | 16 | 16 | 16 | 17 | 18 | 18 | 19 | 18 | 19 | 19 | 19 | 19 | 19 | 19 | 17 | 17 | 19 | 17 | 18 | 16 | 16 | 14 | 15 |

Fonte:  France » Ligue 1 1977/1978 » Schedule, su worldfootball.net.
Legenda:

Luogo: C = Casa; T = Trasferta. Risultato: V = Vittoria; N = Pareggio; P = Sconfitta.